# Naissance en 1217
Naissance
- 1213
- 1214
- 1215
- 1216
- 1217
- 1218
- 1219
- 1220
- 1221

Cette page dresse une liste de personnalités nées au cours de l'année 1217
- 19 août : Ninshō, prêtre Shingon Risshu japonais de l'époque de Kamakura.

- Georges Acropolite, historien et diplomate byzantin.
- Barral Ier des Baux, sénéchal du Comtat Venaissin pour le comte de Toulouse, seigneur de Loriol, Bédoin, Cavaillon, Brantes et Monteux.
- Baudouin II de Courtenay, empereur latin de Constantinople et marquis de Namur.
- Henri Ier de Chypre, ou Henri Ier de Lusignan dit le Gros, roi de Chypre.
- Houlagou Khan, fondateur de la dynastie mongole des Houlagides ou Il-khanides.
- Jean Ier de Bretagne, ou Jean Ier le Roux, duc de Bretagne.
- Kangan Giin, disciple de Dōgen et le fondateur de l'école Higo du Bouddhisme Zen Sōtō.
- Robert Ier de Beu, vicomte de Beu, de Châteaudun, seigneur de Nesle et de Longueville.
- Sophie de Danemark, princesse danoise.

date incertaine (vers 1217)
- Henri de Gand, chanoine puis archidiacre de Tournai.